# Ola Vigen Hattestad
Ola Vigen Hattestad (Askim, 19 april 1982) is een Noorse langlaufer die is gespecialiseerd op de sprint. Hattestad vertegenwoordigde zijn vaderland drie keer op de Olympische Winterspelen waarbij hij 2014 in Sotsji de gouden medaille won op de sprint.

## Carrière
Hattestad maakte zijn debuut in de wereldbeker op 6 maart 2003 in Oslo, in februari 2005 pakte hij zijn eerste wereldbekerpunten door middel van een vijfde plaats in Reit im Winkl en in maart van dat jaar eindigde hij in Göteborg als derde en bereikte daardoor zijn eerste podiumplaats. Op 15 februari 2007 boekte hij zijn eerste wereldbekerzege in Changchun. In het seizoen 2007/2008 boekte de Noor zijn tweede wereldbekerzege en won hij de sprintwereldbeker. In het seizoen 2008/2009 wist Hattestad zes wedstrijden op zijn naam geschreven en won hij wederom de sprintwereldbeker, in de algemene wereldbeker eindigde hij als derde. Tijdens de wereldkampioenschappen langlaufen 2009 veroverde Hattestad de wereldtitel op de sprint, samen met Johan Kjølstad sleepte hij de wereldtitel in de wacht op het onderdeel teamsprint.

## Resultaten

### Olympische Spelen
| Jaar | Plaats | Resultaten              |
| ---- | ------ | ----------------------- |
| 2006 | Turijn | 9e Sprint (vrije stijl) |
| 2014 | Sotsji | Sprint (vrije stijl)    |

### Wereldkampioenschappen
| Jaar | Plaats  | Resultaten                                           |
| ---- | ------- | ---------------------------------------------------- |
| 2009 | Liberec | Sprint (vrije stijl) · Team sprint (klassieke stijl) |

### Wereldbeker

#### Eindklasseringen
| Seizoen   | Plaats | Punten |
| --------- | ------ | ------ |
| 2004/2005 | 28e    | 182    |
| 2005/2006 | 42e    | 129    |
| 2006/2007 | 30e    | 177    |
| 2007/2008 | 14e    | 450    |
| 2008/2009 | Brons  | 792    |

#### Wereldbekerzeges
| Datum            | Plaats      | Onderdeel                |
| ---------------- | ----------- | ------------------------ |
| 15 februari 2007 | Changchun   | Sprint (klassieke stijl) |
| 5 maart 2008     | Drammen     | Sprint (klassieke stijl) |
| 29 november 2008 | Kuusamo     | Sprint (klassieke stijl) |
| 14 december 2008 | Davos       | Sprint (vrije stijl)     |
| 20 december 2008 | Düsseldorf  | Sprint (vrije stijl)     |
| 25 januari 2009  | Otepää      | Sprint (klassieke stijl) |
| 13 februari 2009 | Valdidentro | Sprint (vrije stijl)     |
| 12 maart 2009    | Trondheim   | Sprint (klassieke stijl) |
| 28 november 2009 | Kuusamo     | Sprint (klassieke stijl) |